# Faragó András (operaénekes)
Faragó András (Fülöpszállás, 1919. március 16. – Budapest, 1993. február 16.) Kossuth-díjas magyar operaénekes (basszbariton).

## Élete
Tanulmányait a budapesti Zeneakadémián végezte el Walter Margit és dr. Sipos Jenő tanítványaként. 1947-ben debütált a Vígoperában Salieri szerepében Rimszkij-Korszakov Mozart és Salieri című operájában. 1949-ben az Operaház szerződtette. Elsősorban Wagner és Verdi operákban játszott. A kékszakállú (Bartók: A kékszakállú herceg vára) szerepét Európa és Amerika (USA, Kanada) számos operaházában és hangversenytermében sikerrel énekelte.

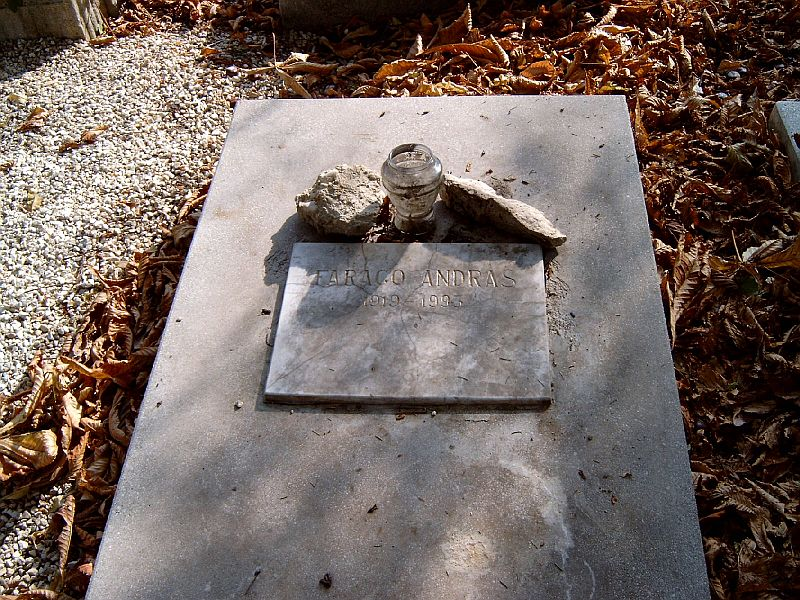
Faragó András sírja Budapesten. Farkasréti temető: 31-1-105.

## Főbb szerepei
- Bartók: A kékszakállú herceg vára - kékszakállú
- Berg: Wozzeck - Wozzeck
- Gounod: Faust - Mefisztó
- Mozart: Figaro házassága - Figaro
- Muszorgszkij: Borisz Godunov - Borisz
- Puccini: Tosca - Scarpia
- Verdi: Don Carlos - főinkvízitor
- Wagner: A walkür - Wotan
- Wagner: Lohengrin - Telramund
- Wagner: A bolygó hollandi - Hollandi
- Wagner: Siegfried - a vándor
- Wagner: A Rajna kincse - Alberich

## Díjai
- Liszt Ferenc-díj (1960)
- Székely Mihály-emlékplakett (1966)
- Érdemes művész (1969)
- Kiváló művész (1974)
- Kossuth-díj (1985)